# Итумбиара (футбольный клуб)
«Итумбиа́ра» (порт.-браз. Itumbiara Esporte Clube) — бразильский футбольный клуб, представляющий одноимённый город из штата Гояс.

## История
Клуб основан 9 марта 1970 года, домашние матчи проводит на арене «Жуселино Кубичек», вмещающей 33 000 зрителей. Принципиальным соперником команды является клуб КРАК Главным достижением «Итумбиары» является победа в чемпионате штата Гояс в 2008 году. Один раз в своей истории клуб выступал в Серии А Бразилии, в 1979 году он занял в ней 64-е место. В 2011 году клуб дебютировал в Серии D Бразилии.

## Достижения
- Победитель Лиги Гоияно (1): 2008

## Результаты клуба в чемпионатах Бразилии
| Выступления в чемпионатах Бразилии |          |       |
| Год                                | Дивизион | Место |
| 1979                               | Серия A  | 64-е  |
| 1980                               | Серия B  | 14-е  |
| 1983                               | Серия B  | 10-е  |
| 1984                               | Серия B  | 5-е   |
| 1986                               | Серия B  | 22-е  |
| 2007                               | Серия C  | 27-е  |
| 2008                               | Серия C  | 25-е  |
| 2011                               | Серия D  | 17-е  |
| 2017                               | Серия D  | 41-е  |
| 2018                               | Серия D  | 33-е  |